# チャンネル諸島トンネル
チャンネル諸島トンネル（チャンネルしょとうトンネル、英: Channel Islands Tunnel）は、ジャージー島とロウアー・ノルマンディー（現・ノルマンディー地域圏）の間で計画されていた水底トンネルである。
2009年7月に、フランス共和国のロウアー・ノルマンディーとジャージー島を結ぶ、延長14マイル (23 km)のトンネル建設の実現可能性を、ジャージー国家が検討していたことが明らかとなり、当トンネルは海底にコンクリート管を沈め、その後覆い隠す予定としていた。
当トンネルが地域的に有益かどうかを確認するために、同年9月に協議が開催される予定であった。
議題には、道路および鉄道による連絡も含まれていた。
この計画は進展することはなく、そしてこの計画を提案していた当時の計画環境副大臣である代議士ロブ・デュアメル (Rob Duhamel) は、2014年の選挙で彼は議席を失っている。